# Mary Borden

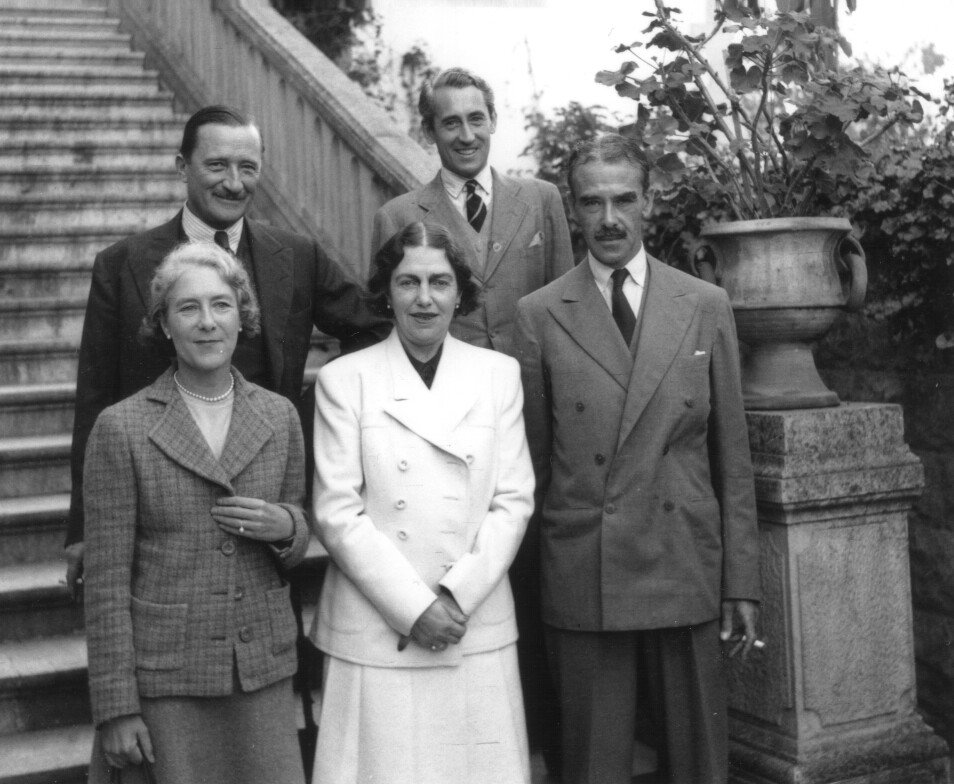
Mary Borden in het midden.

Mary Borden (Chicago, 15 mei 1886 - Warfield, 2 december 1968) was een Amerikaans-Brits schrijfster en oorlogsvrijwilligster tijdens beide wereldoorlogen. Zij wordt beschouwd als een pionier in het oprichten en organiseren van veldhospitalen in oorlogsbied.
Borden werd geboren binnen een welstellende familie in Chicago, waar zij een kunstrichting volgde in het Vassar College. In 1908 trad zij in het huwelijk met George Douglas Turner bij wie ze drie dochters kreeg.
Reeds voor de Eerste Wereldoorlog vertoefde zij in literaire kringen in Londen, waar ze haar eerste publicaties uitgaf onder het pseudoniem Bridget Maclagan.

## Veldhospitaal
In 1914 bij het uitbreken van de Eerste Wereldoorlog was Borden nog in Engeland en gebruikte haar eigen geld en dat van donors om een veldhospitaal op te zetten aan het front. Onder de controle van het Franse leger richtte zij een veldhospitaal op in Roesbrugge nabij Ieper. Haar methode kende succes en kreeg vervolg nabij de slagvelden aan de Somme. Het was tijdens het oorlogsgeweld dat zij haar tweede echtgenoot de Britse generaal Edward Louis Spears ontmoette met wie zij in 1918 huwde.
Het was daar Mary Borden begon te schrijven over de verschrikkingen en het leed van de oorlog, die ze pas later werden uitbracht waaronder The Forbidden Zone in 1929. Haar beschrijvingen kreeg aanvankelijk veel kritiek van de gevestigde maatschappij, die meestal een ander beeld ophing over het oorlogsgebeuren. Met als gevolg dat het een zoektocht werd naar een bereidwillige uitgever. Bijna 100 jaar na de die bewuste oorlog kreeg haar oorlogsverhaal weer aandacht door de vertaling in het Nederlands door Erwin Mortier in 2011. Eerder vertaalde hij ook een uitgave van Ellen N. La Motte, die eveneens als verpleegster werkte bij Mary Borden.
Tijdens de Tweede Wereldoorlog werd Borden's kennis aangewend tot het opzetten van een gelijkaardige hulporganisatie. Dit leidde tot de oprichting van de Hadfield-Spears Ambulance Unit. Terug actief aan het front schreef ze er haar ervaringen neer in Journey Down a Blind Alley.
Haar roman Action for Slander uit 1937 werd nog datzelfde jaar verfilmd.